# Минамисома
Минамисома (яп. 南相馬市 Минамисо:ма-си) — город в Японии, находящийся в префектуре Фукусима. Площадь города составляет 398,50 км². Площадь города составляет 398,50 км², население — 63 731 человек (1 августа 2014), плотность населения — 159,93 чел./км². По данным на 1 июня 2019 года приблизительная численность населения города составляла 53775 человек в 26093 домах, плотность населения — 135 чел./км².

## Географическое положение
Город расположен на острове Хонсю в префектуре Фукусима региона Тохоку. С ним граничат город Сома, посёлок Намиэ и село Иитате.

## Население
Население города составляет 63 731 человек (1 августа 2014), а плотность — 159,93 чел./км². Изменение численности населения с 1980 по 2005 годы:
| 1980 | 74 296 чел. |  |
| 1985 | 77 139 чел. |  |
| 1990 | 77 253 чел. |  |
| 1995 | 77 860 чел. |  |
| 2000 | 75 246 чел. |  |
| 2005 | 72 837 чел. |  |

## Климат
В городе гумидный климат (Cfa по классификации Кёппена). Среднегодовая температура в Минамисоме — 12,4 °C. среднегодовой уровень осадков — 1285 мм, наиболее влажный месяц — Сентябрь. Обычно температура наиболее высокая в августе, примерно 24,7 °C, and наиболее низкая в январе, примерно 1,7 °C.

## История
Область, которую сейчас занимает Минамисома, была частью древней провинции Муцу и была населена по меньшей мере с периода Дзёмон. В этой области найдено множество руин периода Кофун. В период Эдо область была частью владений княжества Сома. После реставрации Мэйдзи область стала частью провинции Иваки. 1 апреля 1896 года с установлением муниципальной системы область была реорганизована в ряд городов и сёл в пределах округа Сома, включая город Хара (1 сентября 1897). Хара перешла в статус города 20 марта 1954, став городом Харамати. Современный город Минамисома был основан 1 января 2006 года слиянием Харамати с гордами Касима и Одака (оба из округа Сома).

## Землетрясение и цунами 2011 года
Минамисома была частично залита цунами вследствие землетрясения у восточного побережья острова Хонсю 11 марта 2011 и сильно пострадала. На 9 апреля 2011 года 400 жителей были признаны погибшими, 1100 человек — пропавшими без вести.
Минамисома находится примерно в 25 к северу от АЭС Фукусима-1, места ядерной катастрофы, последовавшей за землетрясением и цунами 2011 года. Большая часть города находится в пределах 30-километровой зоны обязательной эвакуации близ АЭС, поэтому большинство жителей были вынуждены уехать. Примерно через неделю после землетрясения Минамисома вновь появилась в новостях, поскольку мэр города Кацунобу Сакараи заявил, что его люди были «брошены» в результате приказа для всех оставшихся жителей оставаться внутри домов в зоне отчуждения АЭС Фукусима-1.
В июле в говядине из Минамисомы было обнаружено загрязнение радиоактивным цезием сверх допустимого предела, по сведениям Daily Yomiuri.
В марте 2012 года город поделили на три зоны: в первой люди могли выезжать и въезжать, но не могли оставаться на ночь; доступ ко второй был ограничен коротким временем визита; а вход в третью зону был запрещён из-за повышенного уровня радиации, который, предполагалось, не снизится в течение пяти лет после катастрофы.
15 апреля 2012 года некоторым жителям Минамисомы позволили вернуться в их дома в зоне эвакуации, которая была сокращена с 30 до 20 км в радиусе реакторов, за исключением обширной территории на западной границе города с городом Намиэ. На момент отмены приказа об эвакуации центр города был всё ещё завален руинами, нуждался в электричестве и водопроводе, школы и больницы оставались закрыты. 12 июля 2016 года приказ об эвакуации был отменён для всех районов города за исключением западной границы с Намиэ. Это позволило всем остававшимся в эвакуации (за исключением одного дома) вернуться домой. В августе того же года школы, которые были закрыты с 2011 года, снова смогли открыться.

## Правительство
В Минамисоме действует городской совет, состоящий из правления избираемого мэра и однопалатного городского законодательного органа из 24 членов.

## Образование
Минамисома насчитывает 16 общеобразовательных начальных школ и шесть общеобразовательных средних школ, управляемых городскими властями, а также четыре государственных вуза, управляемых образовательным советом префектуры Фукусима.

## Экономика
В Минамисоме расположена тепловая электростанция Tohoku Electric's Haramachi.

## Транспорт

### Железнодорожный
- JR East — Линия Дзёбан
  - Momouchi[англ.] — Odaka[англ.] — Iwaki-Ota[англ.] — Haranomachi[англ.] — Kashima[англ.]

### Автомобильный
- Скоростное шоссе Дзёбан[англ.] — Minamisoma IC, Minamisoma-Kashima SA
- Japan National Route 6[англ.]
- Japan National Route 114[англ.]

## Города-побратимы
- Пендлтон (США)

## Местные достопримечательности
- Руины замка Одака
- Курган Сакураи[англ.]
- Каменные Будды Дайхисан

## Символика
Деревом города считается Zelkova serrata, цветком — цветок сакуры, птицей — полевой жаворонок.